# Gabarit Freycinet

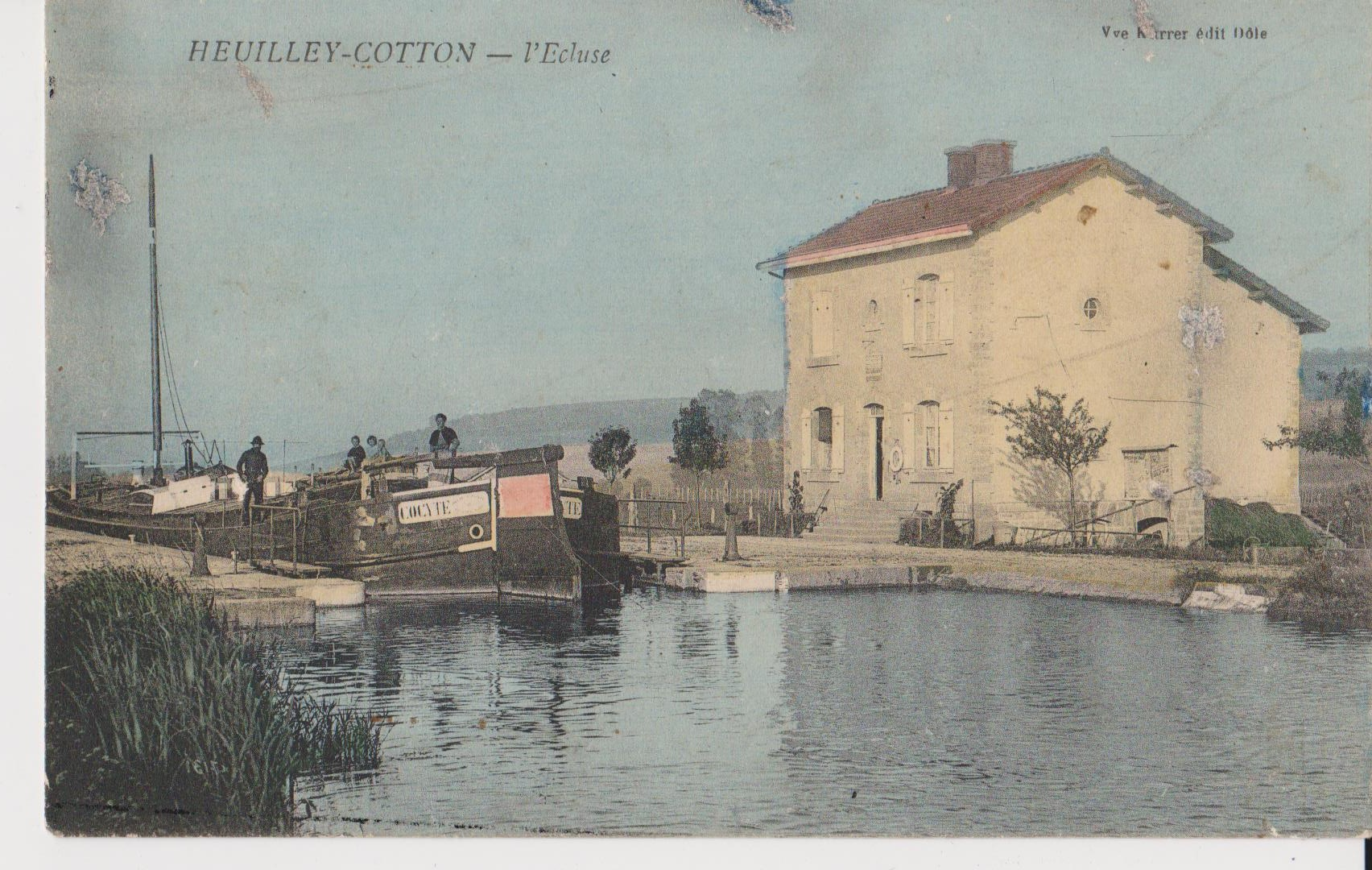
Heuilley-Cotton, ecluza, vaporul Cocyte

Gabaritul Freycinet este o normă europeană care reglementează dimensiunile ecluzelor anumitor canale, introdusă printr-o lege din programul lui Charles de Freycinet, datând din 5 august 1879.

## Istoric
Norma stabilea dimensiunile camerelor ecluzelor la 39 m lungime și 5,20 m lățime, astfel încât acestea să poată fi traversate de șlepuri de 300 t sau 350 t, cu un pescaj cuprins între 1,80 m și 2,20 m.
În consecință, ambarcațiunile construite conform gabaritului Freycinet nu trebuie să depășească dimensiunile de 38,5 m lungime și 5,05 m lățime. În acest sens, se vorbește despre nave sau șlepuri de tip Freycinet.
Ca urmare a acestei norme, numeroase lucrări au fost întreprinse la sfârșitul secolului al XIX-lea și începutul secolului al XX-lea pentru modernizarea canalelor, a ecluzelor și pentru armonizarea navigației fluviale. Gabaritul Freycinet păstrează lățimea gabaritului Becquey, în baza căruia s-a construit cea mai mare parte a rețelei fluviale în anii 1820–1840, dar mărește lungimea ecluzelor, anterior de 30,40 m.
În prezent, gabaritul Freycinet corespunde gabaritului european de clasă I. În anul 2001, în Franța, 5 800 km de căi navigabile se conformau acestei norme, iar 23% din traficul fluvial trecea pe aici.
Șlepurile denumite „de mare gabarit” au astăzi, în mod tipic, o capacitate de 2 500 de tone (gabarit de clasă V, cunoscut sub numele de „marele renan”, cu o lățime de 11,40 m).